# Pacific Mall

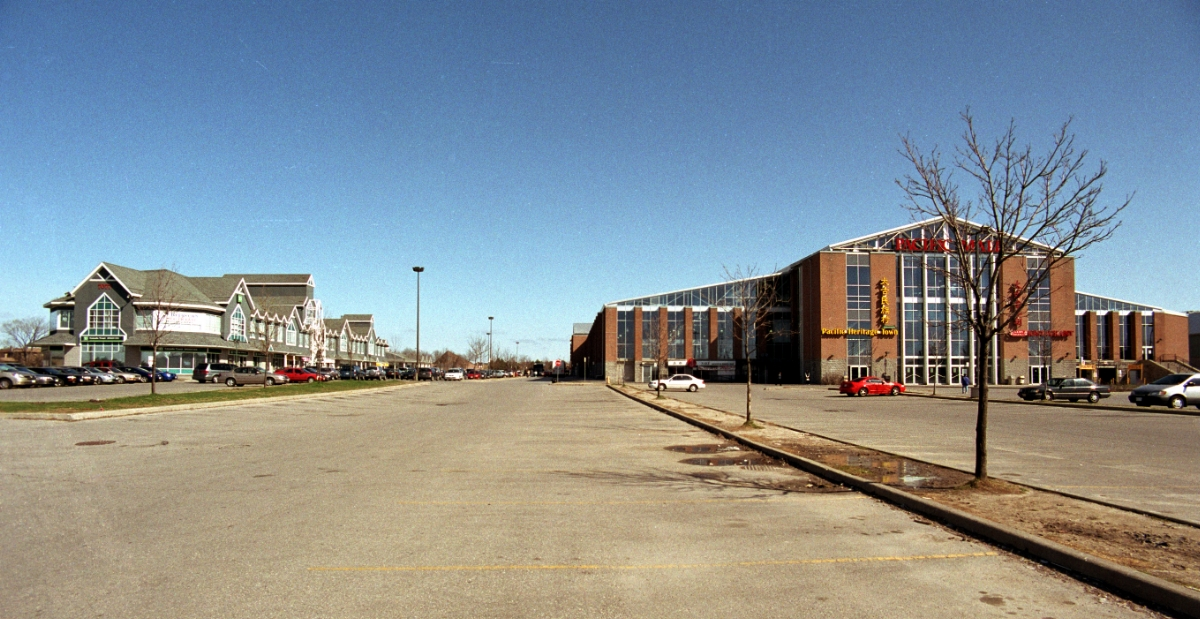
Pacific Mall.

Pacific Mall (太古廣場 em chinês, Tai Gu Guang Chang) é um shopping center localizado em Markham, Ontário, Canadá, no cruzamento da Steeles Avenue com a Kennedy Road. O shopping foi inaugurado em 1997 para atender a comuidade chinesa da região. O nome chinês do shopping deriva do Pacific Place em Hong Kong.
Junto com praças de lojas menores localizadas na vizinhança, o Pacific Mall abriga cerca de 500 lojas (400 no shopping propriamente dito), possuíndo 1,5 mil vagas de estacionamento, não o suficiente para atender os clientes, especialmente em finais de semana e feriados.